# Varicocele
Il varicocele è una patologia varicosa che interessa il sistema venoso delle gonadi, caratterizzata da dilatazione e incontinenza delle vene gonadiche (nel maschio spermatiche, più precisamente del plesso pampiniforme, nella femmina ovariche). Nel sesso femminile ci si riferisce più spesso alla patologia con l'espressione "varicocele pelvico", poiché tali compagini anatomiche si trovano in addome.

## Anatomia

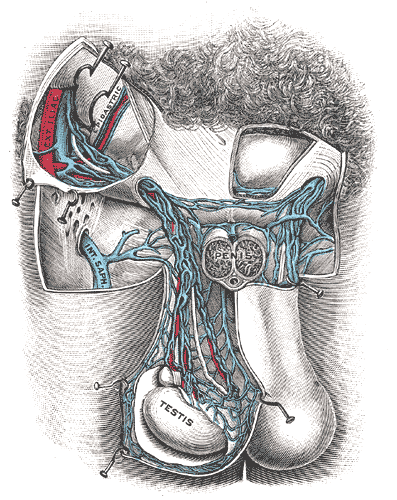
Immagine in sezione che mostra il plesso pampiniforme

I testicoli ricevono il sangue dall'arteria genitale (arteria testicolare) attraverso il canale inguinale che mette in comunicazione lo scroto con l'addome.
Le vene testicolari (superficiali e profonde) si riuniscono e dopo aver raccolto le vene dell'epididimo, risalgono ed entrano a far parte del funicolo spermatico dove costituiscono il plesso pampiniforme. Da questo si origina la vena testicolare, che a destra sbocca nella vena cava inferiore, a sinistra invece giunge alla vena renale sinistra.
Tali vene possono diventare incontinenti e dilatarsi impedendo così il deflusso di sangue venoso dal testicolo verso la parte alta del corpo. Si crea quindi una condizione di reflusso e stasi di sangue verso il testicolo.
Ciò si manifesta in particolar modo a carico del testicolo sinistro (95%) e raramente nel testicolo destro (5%) a causa delle differenti caratteristiche anatomiche tra le due vie vascolari. La vena spermatica sinistra, infatti, è tributaria della vena renale che ha basso flusso rispetto alla vena cava nella quale refluisce la vena spermatica destra, questo perché la vena testicolare sinistra sfocia nella vena renale perpendicolarmente, a differenza della testicolare destra che sfocia nella vena cava ad angolo.
Talvolta il varicocele può coinvolgere entrambi i testicoli e allora si parla di varicocele bilaterale.
Il varicocele non influisce sul meccanismo dell'erezione. Tuttavia, il dolore provocato dalla pressione esercitata dal sangue nelle vene dilatate attorno al testicolo, può inibire la risposta erettile a livello psicologico.
È dibattuta fra gli endocrinologi la correlazione fra varicocele, soprattutto di primo e secondo grado, e sub-fertilità. Dato che il reflusso di sangue aumenta la pressione sulle pareti delle vene dilatate e quindi anche la loro temperatura, l'ipotesi sottostante è che durata e ampiezza di questa variazione siano sufficienti ad alterare i valori termici dell'intera zona circostante il testicolo, e a determinare un forte rischio di deterioramento di numero, forma e motilità degli spermatozoi. Il solo aumento di pressione è anch'esso correlabile all'infertilità perché causa ipossia, stress ossidativo e una concentrazione di testosterone più bassa nel testicolo. 
Per questi motivi, dopo la diagnosi di varicocele, viene effettuato uno spermiogramma, per valutare quantità e qualità degli spermatozoi nel liquido seminale.

## Epidemiologia
Il varicocele è piuttosto comune, con un picco dell'8% tra i 10 e i 19 anni.
Colpisce il 15-20% della popolazione maschile ed è presente nel 30-40% degli uomini con problemi di fertilità.

## Assetto ormonale
Statisticamente gli uomini con varicocele hanno dei livelli di testosterone e LH minori rispetto alla norma, inoltre gli individui con questa patologia hanno livelli maggiori di FSH e progesterone. È stata anche rilevata una minore attività di una liasi.

## Clinica
Nella maggior parte dei casi la patologia non presenta sintomi evidenti. Spesso non ci si accorge nemmeno di avere tale patologia.
Spesso la patologia viene diagnosticata con controlli di routine.
I sintomi tendono a presentarsi con il caldo, dopo un duro esercizio, alla fine di un rapporto sessuale, oppure dopo un tempo prolungato in stazione eretta.
I sintomi includono:
- un dolore sordo nel/i testicolo/i;
- un senso gravativo di pesantezza a livello scrotale;
- fastidio al testicolo o in una parte dello scroto.

I segni più frequenti sono:
- nessun segno evidente visibile ma vene dilatate palpabili a livello scrotale. Vengono spesso descritte come un "sacchetto di vermi";
- il testicolo colpito da varicocele può risultare più piccolo rispetto all'altro.

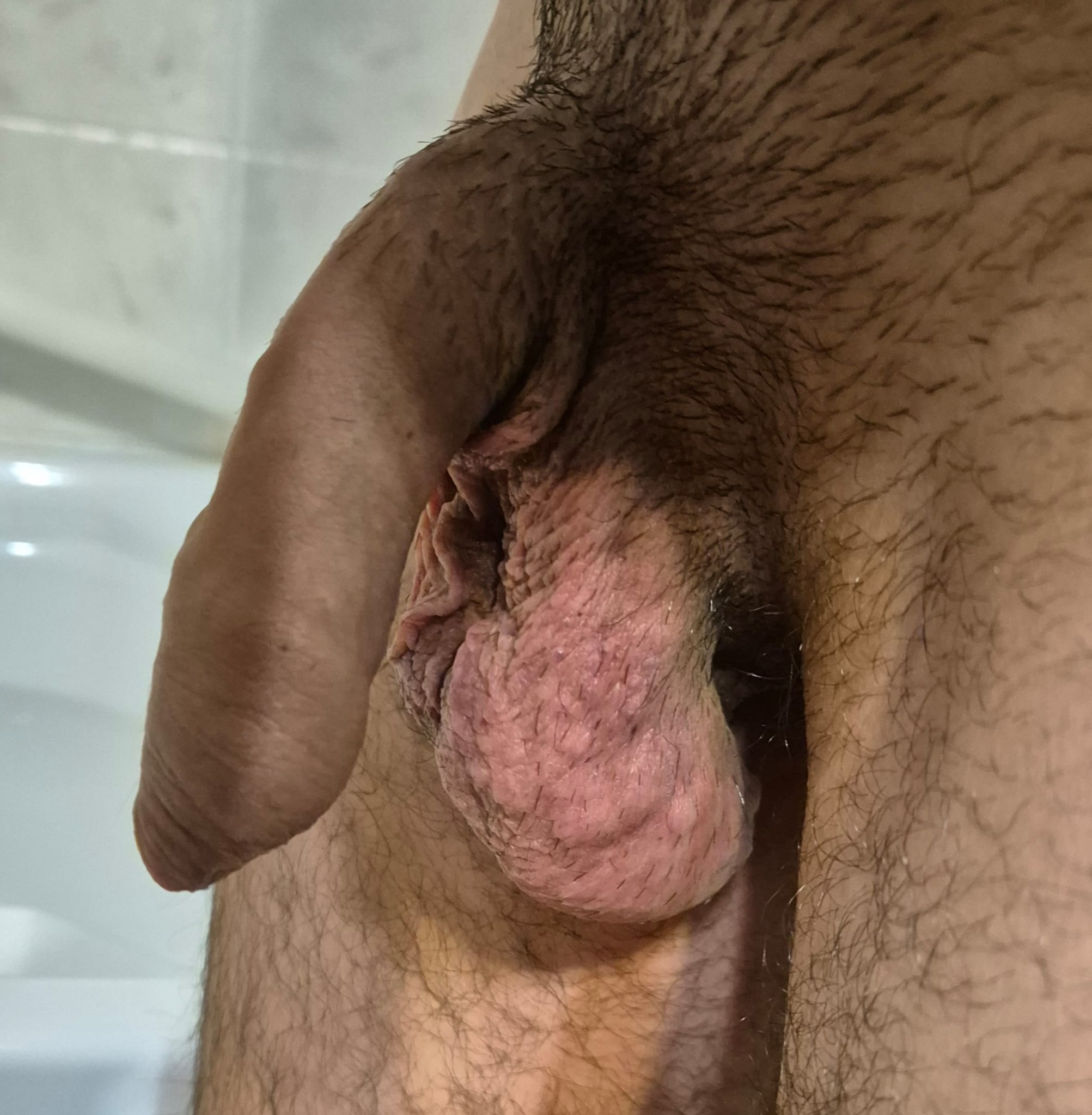
Varicocele di IV Grado.

I soggetti con più probabilità di riscontrare la malattia possono avere caratteristiche individuali particolari o comportamenti che possono influenzare la formazione di varicocele, come:
- Alta statura;
- Parenti diretti che hanno riscontrato la stessa problematica;
- Parenti aventi problemi cardiovascolari;
- Soggetti che compiono un'intensa attività fisica/sportiva che sforza lo scroto (vedi ciclismo);
- Obesità (tuttavia, ancora in corso di discussione e studio);
- Astinenza sessuale, pratica che porta all'invecchiamento dell'organo genitale (ancora in corso di studio e conferme);
- Forte stress.

Il varicocele in passato veniva diagnosticato massicciamente in Italia durante la visita medica per l'accesso al servizio militare obbligatorio.

## Diagnosi

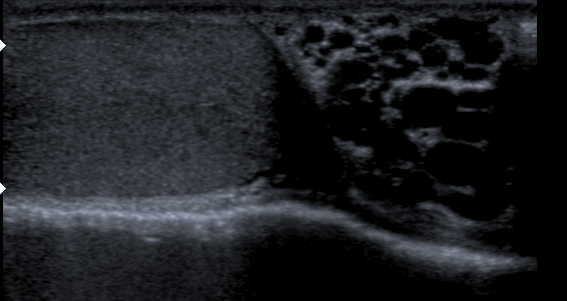
Varicocele, immagine ecografica. Si noti l'espansione e la tortuosità del plesso pampiniforme al di sopra del didimo.

La diagnosi di varicocele è semplice e si basa sull'obiettività clinica e su indagini ecografiche. Un'accurata ispezione dello scroto e un completo esame obiettivo da parte del medico (andrologo o urologo) permette di determinare la presenza di varicosità a livello testicolare. Le indagini strumentali di supporto (ecografia testicolare ed eco-color-Doppler dei vasi spermatici) permettono di stabilire l'entità del reflusso. Altre metodiche di indagine strumentale utilizzate per confermare la diagnosi di varicocele sono la flussimetria Doppler e l'ecografia.
Solitamente si distinguono 4 livelli di varicocele: I, II, III e IV grado. L'indicazione al trattamento della patologia viene data dall'andrologo, o dall'urologo con competenze andrologiche, quando il varicocele è associato ad alterazione della quantità e qualità degli spermatozoi, quando è associato a dolore testicolare e quando ravvisa la necessità di preservare la fertilità del paziente.

## Conseguenze
Nel testicolo, come in qualunque altro organo, la stasi di sangue venoso produce alterazioni metaboliche e strutturali: possono quindi essere intaccate le condizioni ideali per la crescita e la maturazione di spermatozoi sani e con capacità fecondante. Si osserva spesso l'alterazione del liquido seminale che presenterà varie anomalie tra cui, le più comuni, diminuzione del numero di spermatozoi e/o alterazioni della loro mobilità e morfologia. Le vene dilatate determinano un innalzamento di pochi gradi della temperatura del testicolo che, se si mantiene per lungo tempo, può causare infertilità.
La produzione degli spermatozoi, infatti, è molto sensibile anche a piccole variazioni di temperatura. Dopo il trattamento si osserva frequentemente un netto miglioramento dei parametri seminali.
Il varicocele può anche causare un'ipotrofia del testicolo.

## Terapia chirurgica

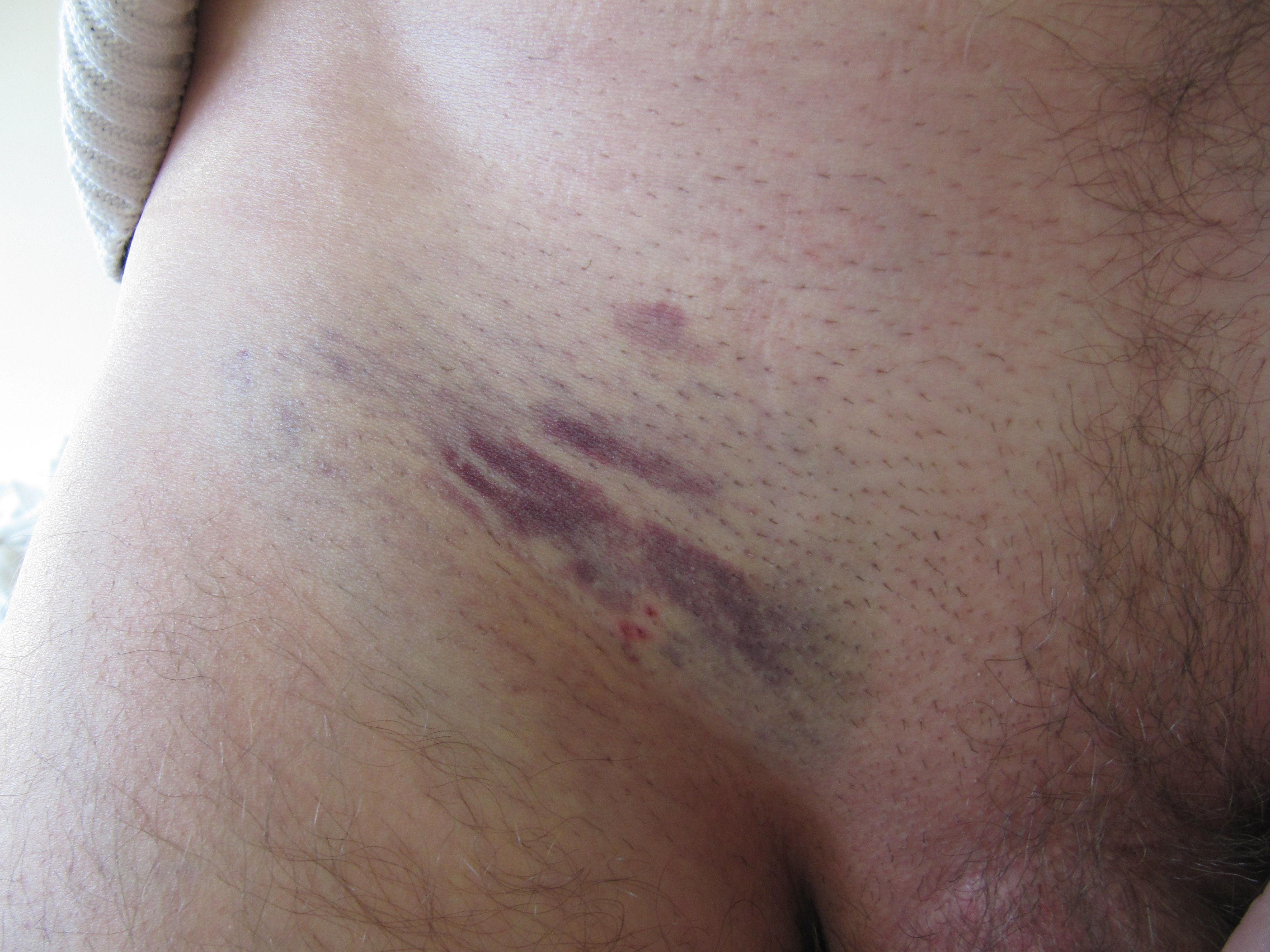
Foto scattata 36 ore dopo il trattamento tramite embolizzazione del varicocele. Essa mostra il luogo in cui è stato passato il catetere.

L'attuale trattamento di scelta, per la ridottissima invasività e totale assenza di scopertura (o microscopertura) di strutture anatomiche, è radiologico le cui indicazioni principali sono: alterazione dello spermiogramma o algie invalidanti. Tale trattamento, chiamato scleroembolizzazione retrograda, non necessita di anestesia generale, essendo sufficiente quella locale nella sede di introduzione del catetere (inguinale o al braccio). La fattibilità di tale intervento dipende però molto anche dall'esperienza del centro e quindi dell'operatore. La presenza inoltre di importanti varianti anatomiche (nel 7% dei casi) del distretto veno-spermatico ne può controindicare l'esecuzione, preferendo in quel caso le tecniche chirurgiche classiche con riferimento alla varicocelectomia che viene eseguita però in anestesia generale, spinale (subaracnoidea) o anche locale a seconda della tecnica utilizzata.
Negli anni sono state proposte numerose tecniche chirurgiche per la cura di tale patologia:
- legatura soprainguinale;
- intervento di Ivannisevich;
- intervento di Palomo;
- sclerotizzazione (anterograda o retrograda);
- embolizzazione vene spermatiche;
- legatura laparoscopica.

### Legatura soprainguinale
Tra le varie tecniche chirurgiche disponibili, quella che offre maggiori vantaggi in rapporto a una buona percentuale di successo, di minore invasività e rischi operatori è la legatura microchirurgica subinguinale delle vene spermatiche. È un intervento che si effettua in anestesia locale o spinale, con una piccola incisione obliqua di pochi centimetri a livello del pube verso l'inguine. Mediante l'utilizzo di dispositivi ottici di ingrandimento microchirurgici che permettono di ingrandire il campo operatorio da 4 a 40 volte (Loupes o microscopio operatore) si procede alla ricerca dell'arteria spermatica che deve essere lasciata integra perché una sua lesione comporterebbe un ridotto o assente apporto di sangue arterioso al testicolo. In seguito si identificano alcuni dotti linfatici che sono responsabili del deflusso della parte liquida del sangue, la linfa. I linfatici identificati devono essere risparmiati ove possibile per evitare la comparsa di idrocele (una raccolta di liquido sieroso nella sacca scrotale). Infine si procede all'identificazione delle vene responsabili del reflusso che devono essere legate una per volta e sezionate. L'intervento dura in media 30-45 minuti.

### Interventistica radiologica
Meno invasiva (come citato sopra) è l'intervento con tecnica di interventistica radiologica, che può essere eseguita ambulatorialmente: passando attraverso i vasi sanguigni il radiologo giunge alle vene spermatiche che cauterizza. Altra tecnica radiologica, utilizzata quando il cateterismo della vena spermatica risulta impossibile, è anterograda. Tale tecnica prevede l'isolamento di una vena del plesso pampiniforme anteriore a valle dell'orifizio inguinale esterno o a livello scrotale, con successiva iniezione della sostanza sclerosante. Il sangue refluo utilizzerà il circolo collaterale che si è formato durante tutto il tempo delle malattia.
La tecnica radiologica (scleroembolizzazione retrograda), nata appositamente per il trattamento della recidiva di varicocele trattato chirurgicamente, si è estesa poi egregiamente anche al varicocele primitivo.

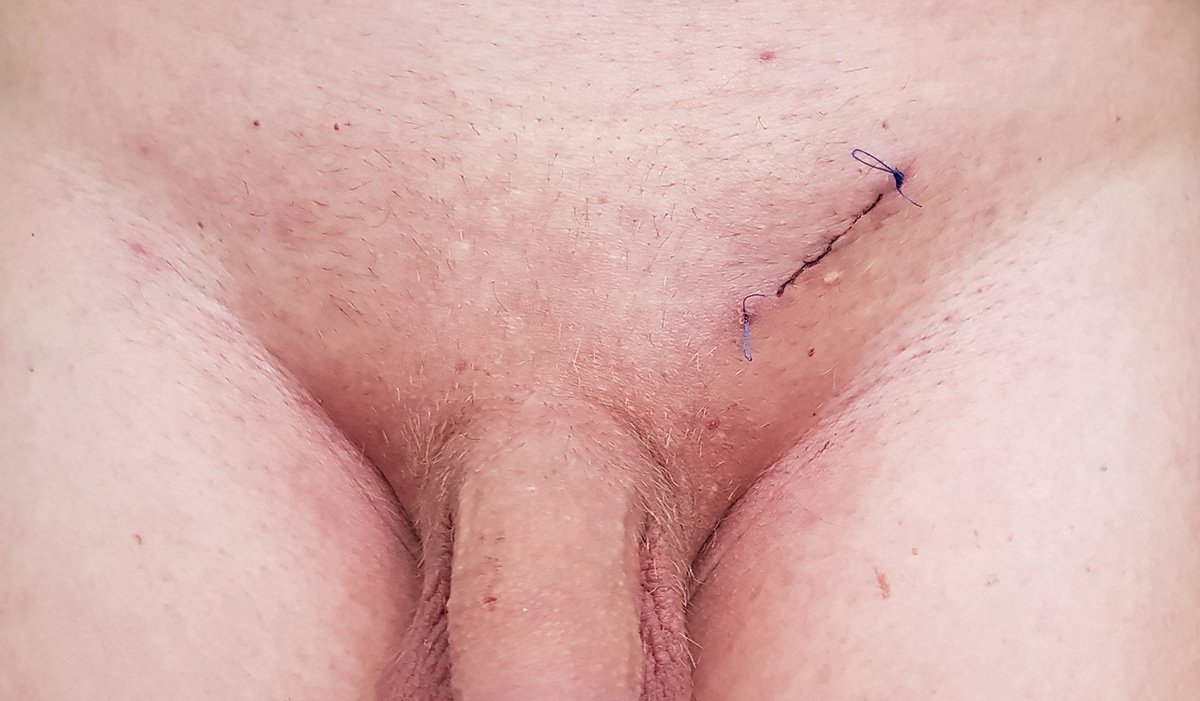
Ferita dopo varicocelectomia microchirurgica

### Terapia microchirurgica
Con l'introduzione nella pratica clinica del trattamento microchirurgico derivativo del varicocele come proposto da Giancarlo Flati et al. si è aggiunta alle tecniche tradizionali un'ulteriore possibilità terapeutica indicata sia nel trattamento primario dell'infertilità legata al varicocele sia nel trattamento del varicocele recidivo dopo tecniche di legature del sistema spermatico. Il trattamento microchirurgico del varicocele mediante esecuzione di bypass micro vascolari tra il sistema spermatico e la vena epigastrica inferiore è utilizzabile sia nei pazienti con reflusso reno spermatico sia con reflusso iliaco spermatico nel rispetto delle rispettive situazioni emodinamiche. Il trattamento microchirurgico è stato valutato nel lungo termine anche nel trattamento del varicocele recidivo ottenendo un significativo miglioramento dell'infertilità a esso legata.

### Rischio di recidiva
Queste tecniche, se eseguite da operatori esperti offrono delle buone garanzie di risultati, anche se le linee guida internazionali riportano che il rischio di recidiva o di persistenza del varicocele è abbastanza alto (30% nella legatura alta, 10% nella sclerotizzazione retrograda). Inoltre, con la tecnica tradizionale è più facile che si verifichi una legatura accidentale dell'arteria spermatica o la legatura di numerosi vasi linfatici.
La terapia microchirurgica del varicocele presenta molti vantaggi rispetto alle precedenti: la possibilità di recidiva o di persistenza è del 2-4%.

## Prognosi
Circa il 50% dei pazienti sottoposti a trattamento va poi incontro a una normalizzazione della fertilità. I migliori risultati (frequenza di gravidanza del 70%) vengono ottenuti in soggetti con conta spermatica pre intervento superiore ai 10 milioni al millilitro.
Il controllo dei parametri seminali andrebbe fatto non prima di 3-4 mesi dall'intervento.
Rimane comunque la possibilità di recidive, data la natura strutturale della patologia.